# Doloclanes ixion
Doloclanes ixion är en nattsländeart som beskrevs av Schmid 1991. Doloclanes ixion ingår i släktet Doloclanes och familjen stengömmenattsländor. Inga underarter finns listade i Catalogue of Life.